# Kaidō
 (août 2016).
Si vous disposez d'ouvrages ou d'articles de référence ou si vous connaissez des sites web de qualité traitant du thème abordé ici, merci de compléter l'article en donnant les références utiles à sa vérifiabilité et en les liant à la section « Notes et références ».
Ne doit pas être confondu avec Kaido, personnage du manga One Piece.
Le nom de Kaidō (街道, « route ») désigne généralement les anciennes routes du Japon datant de l'époque d'Edo. Les plus connues sont les Cinq routes d'Edo, partant toutes de la ville d'Edo (ancien nom de Tokyo) : Nakasendō, Tōkaidō, Ōshū Kaidō, Kōshū Kaidō et Nikko Kaidō.
Hokuriku Kaidō et Nagasaki Kaidō étaient aussi des kaidō.
Le terme kaidō n'inclut cependant pas San'yodo, San'indo, Nankaidō et Saikaidō qui faisaient partie du système encore plus ancien du gouvernement Yamato appelé Gokishichidō. Ces noms étaient utilisés en unités pour l'administration et comprenaient les routes au sein de ces unités.
Beaucoup d'autoroutes et de lignes de chemin de fer contemporaines suivent les anciennes routes et portent les mêmes noms. Les anciennes routes partaient en radiale de la capitale à Nara ou Kyoto. Edo devint plus tard la référence et encore aujourd'hui, le Japon indique les directions et mesure les distances le long des autoroutes de Nihonbashi à Chuo-ku, Tokyo.

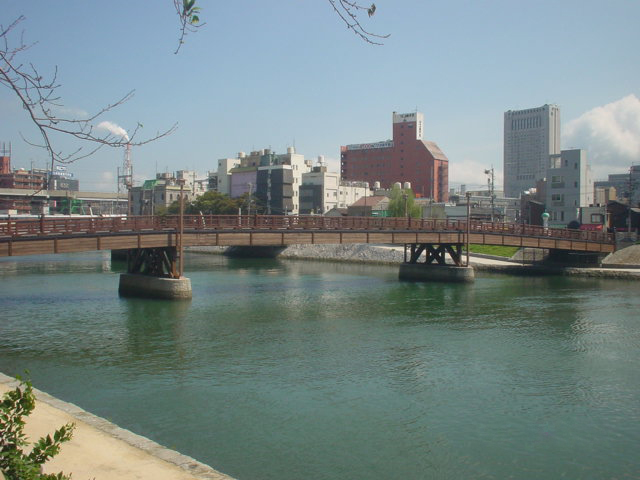
Tokiwabashi sur le Nagasaki Kaidō, Kitakyushu.

## Lescinq routes
Les cinq principales kaidō de Nihonbashi à Edo étaient :
- Tōkaidō (東海道) à Kyoto par la côte
- Nakasendō (中山道) à Kyoto par les montagnes
- Kōshū Kaidō (甲州街道) à Kōfu
- Ōshū Kaidō (奥州街道) à Shirakawa et d'autres endroits au nord du Japon
- Nikkō Kaidō (日光街道) à Nikko

## Autres routes
Huit routes mineures font partie du réseau des Cinq Routes et ont été créées par le shogunat :
- Aizu Nishi Kaidō
- Honzaka Dōri
- Mibudō
- Minoji
- Mito Kaidō
- Nikkō Onari Kaidō
- Nikkō Reiheishi Kaidō
- Sayaji
- Yamazaki Dōri

D'autres routes, non officielles, sont des alternatives aux routes principales, ou des routes peu fréquentées. Certaines sont dénommées hime kaidō, comme elles sont des chemins alternatifs pour les routes principales, mais aucune n'est officiellement appelée ainsi.

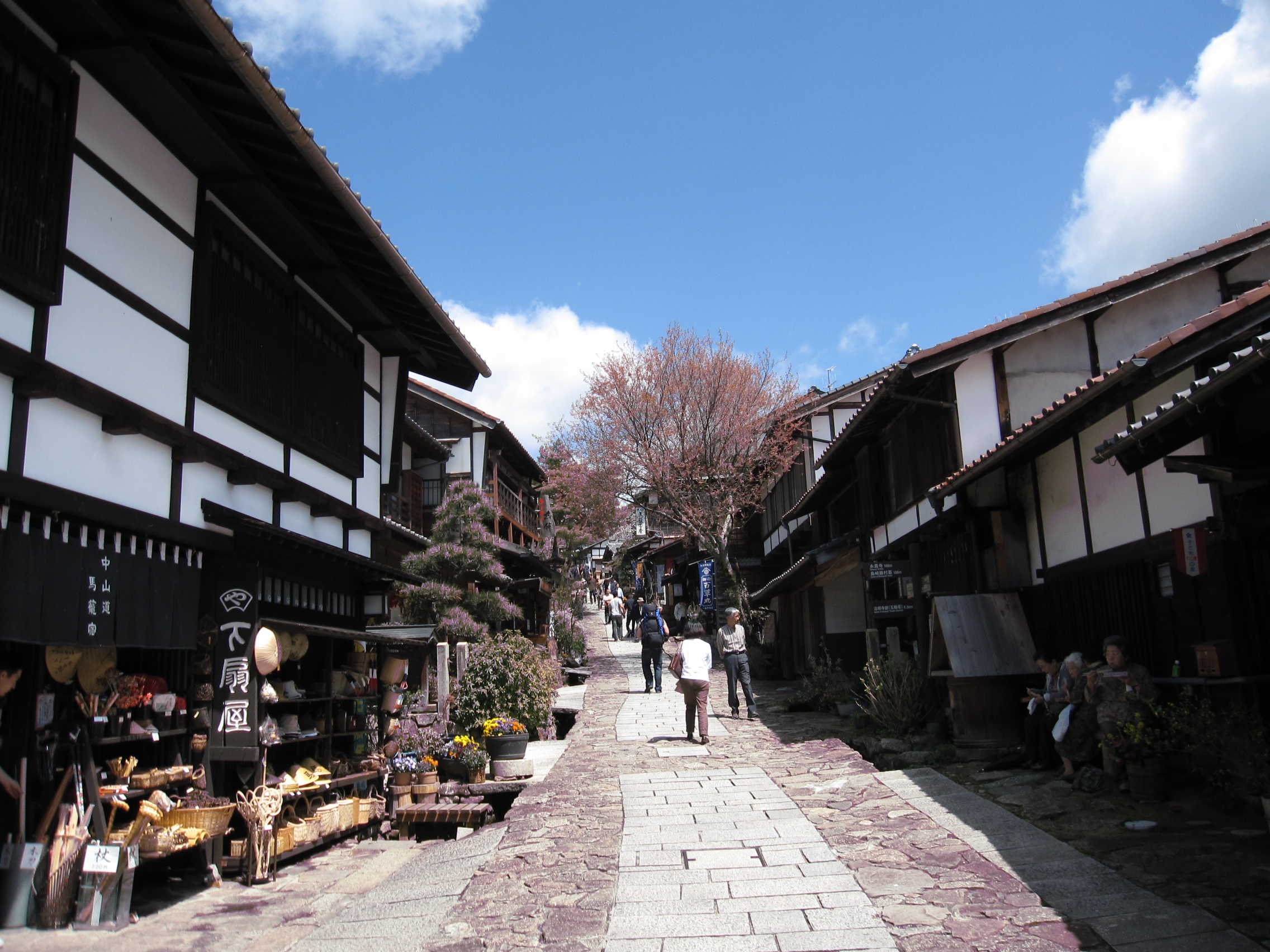
Magome-juku de Nakasendō

- Bungo Kaidō
- Chichibu Ōkan
- Hokkoku Kaidō
- Hokurikudō
- Kawagoe Kaidō
- Kawagoe Kodama Kaidō
- Kamakura Kaidō
- Kōya Kaidō
- Kyōkaidō
- Matsumaedō
- Mikuni Kaidō
- Nagasaki Kaidō[2]
- Nankaidō
- Nikkō Wakiōkan
- Ōyama Kaidō
- Saigoku Kaidō
- Satsuma Kaidō
- Sendaidō
- Shio no Michi
- Tōgane Onari Kaidō
- Tosa Kaidō
- Ushū Kaidō
- Yamato no Kodō

## Hébergement
À plusieurs époques, les gouvernements établissaient des stations le long des routes. Ces étapes proposaient des logements aux voyageurs et se développèrent en centres commerciaux. Les villes relais avec les châteaux et les villes portuaires constituent une catégorie majeure des villes au Japon.

## Kaidōen littérature
Le kaidō est une figure importante dans la culture japonaise. Le poète Matsuo Basho a immortalisé ses voyages le long du Oshu Kaidō (et ailleurs) dans son livre La Sente étroite du Bout-du-Monde. Un ensemble d'estampes ukiyo-e de Hiroshige présente un carnet de voyage le long du Tōkaidō. Dans la pièce de théâtre de marionnettes Kanadehon Chushingura, la relation romancée de la vraie histoire des 47 rōnin, plusieurs scènes se déroulent sur différents kaidō. Les daimyos, lors des voyages requis par le sankin kotai entre leur han et Edo, empruntaient les kaidō et séjournaient dans les stations. Des xylographies montrent leurs processions solennelles.